# Grande Prêmio da Grã-Bretanha de 1993
Resultados do Grande Prêmio da Grã-Bretanha de Fórmula 1 realizado em Silverstone em 11 de julho de 1993. Nona etapa da temporada, teve como vencedor o francês Alain Prost, da Williams-Renault, que subiu ao pódio ladeado por Michael Schumacher e Riccardo Patrese, pilotos da Benetton-Ford.

## Classificação da prova

### Treinos classificatórios
| Pos.   | Nº | Piloto               | Construtor              | Voltas   | Tempo/Diferença | Grid    |
| ------ | -- | -------------------- | ----------------------- | -------- | --------------- | ------- |
| 1      | 2  | Alain Prost          | Williams-Renault        | 1:34.483 | 1:19.006        | —       |
| 2      | 0  | Damon Hill           | Williams-Renault        | 1:36.297 | 1:19.134        | + 0.128 |
| 3      | 5  | Michael Schumacher   | Benetton-Ford           | 1:37.264 | 1:20.401        | + 1.395 |
| 4      | 8  | Ayrton Senna         | McLaren-Ford            | 1:37.050 | 1:21.986        | + 2.980 |
| 5      | 6  | Riccardo Patrese     | Benetton-Ford           | 1:38.371 | 1:22.364        | + 3.358 |
| 6      | 25 | Martin Brundle       | Ligier-Renault          | 1:38.384 | 1:22.421        | + 3.415 |
| 7      | 12 | Johnny Herbert       | Lotus-Ford              | 1:41.037 | 1:22.487        | + 3.481 |
| 8      | 9  | Derek Warwick        | Footwork-Mugen/Honda    | 1:39.433 | 1:22.834        | + 3.828 |
| 9      | 26 | Mark Blundell        | Ligier-Renault          | 9:32.793 | 1:22.885        | + 3.879 |
| 10     | 10 | Aguri Suzuki         | Footwork-Mugen/Honda    | 1:40.537 | 1:23.077        | + 4.071 |
| 11     | 7  | Michael Andretti     | McLaren-Ford            | 1:38.283 | 1:23.114        | + 4.108 |
| 12     | 27 | Jean Alesi           | Ferrari                 | 1:37.899 | 1:23.203        | + 4.197 |
| 13     | 28 | Gerhard Berger       | Ferrari                 | 1:37.976 | 1:23.257        | + 4.251 |
| 14     | 11 | Alessandro Zanardi   | Lotus-Ford              | 1:41.908 | 1:23.533        | + 4.527 |
| 15     | 14 | Rubens Barrichello   | Jordan-Hart             | 1:40.869 | 1:23.635        | + 4.629 |
| 16     | 30 | J. J. Lehto          | Sauber                  | 1:39.821 | 1:24.071        | + 5.065 |
| 17     | 20 | Erik Comas           | Larrousse-Lamborghini   | 1:41.926 | 1:24.139        | + 5.133 |
| 18     | 29 | Karl Wendlinger      | Sauber                  | 1:41.940 | 1:24.525        | + 5.519 |
| 19     | 23 | Christian Fittipaldi | Minardi-Ford            | 1:41.726 | 1:24.664        | + 5.658 |
| 20     | 24 | Pierluigi Martini    | Minardi-Ford            | 1:40.851 | 1:24.718        | + 5.712 |
| 21     | 4  | Andrea de Cesaris    | Tyrrell-Yamaha          | 1:40.624 | 1:25.254        | + 6.248 |
| 22     | 3  | Ukyo Katayama        | Tyrrell-Yamaha          | 1:43.173 | 1:25.343        | + 6.337 |
| 23     | 15 | Thierry Boutsen      | Jordan-Hart             | 1:42.957 | 1:25.363        | + 6.357 |
| 24     | 19 | Philippe Alliot      | Larrousse-Lamborghini   | 1:41.985 | 1:25.397        | + 6.391 |
| 25     | 22 | Luca Badoer          | Scuderia Italia-Ferrari | 1:41.838 | 1:26.239        | + 7.233 |
| 26     | 21 | Michele Alboreto     | Scuderia Italia-Ferrari | 1:42.844 | 1:26.520        | + 7.514 |
| Fonte: |    |                      |                         |          |                 |         |

### Corrida
| Pos    | Nº | Piloto               | Construtor              | Voltas | Tempo/Diferença   | Grid | Pontos |
| ------ | -- | -------------------- | ----------------------- | ------ | ----------------- | ---- | ------ |
| 1      | 2  | Alain Prost          | Williams-Renault        | 59     | 1:25:38.189       | 1    | 10     |
| 2      | 5  | Michael Schumacher   | Benetton-Ford           | 59     | + 7.660           | 3    | 6      |
| 3      | 6  | Riccardo Patrese     | Benetton-Ford           | 59     | + 1:17.482        | 5    | 4      |
| 4      | 12 | Johnny Herbert       | Lotus-Ford              | 59     | + 1:18.407        | 7    | 3      |
| 5      | 8  | Ayrton Senna         | McLaren-Ford            | 58     | Pane seca         | 4    | 2      |
| 6      | 9  | Derek Warwick        | Footwork-Mugen/Honda    | 58     | + 1 volta         | 8    | 1      |
| 7      | 26 | Mark Blundell        | Ligier-Renault          | 58     | + 1 volta         | 9    |        |
| 8      | 30 | J. J. Lehto          | Sauber                  | 58     | + 1 volta         | 16   |        |
| 9      | 27 | Jean Alesi           | Ferrari                 | 58     | + 1 volta         | 12   |        |
| 10     | 14 | Rubens Barrichello   | Jordan-Hart             | 58     | + 1 volta         | 15   |        |
| 11     | 19 | Philippe Alliot      | Larrousse-Lamborghini   | 57     | + 2 voltas        | 24   |        |
| 12     | 23 | Christian Fittipaldi | Minardi-Ford            | 56     | Câmbio            | 19   |        |
| 13     | 3  | Ukyo Katayama        | Tyrrell-Yamaha          | 55     | + 4 voltas        | 22   |        |
| 14     | 25 | Martin Brundle       | Ligier-Renault          | 53     | Câmbio            | 6    |        |
| NC     | 4  | Andrea de Cesaris    | Tyrrell-Yamaha          | 43     | Não classificado  | 21   |        |
| Ret    | 0  | Damon Hill           | Williams-Renault        | 41     | Motor             | 2    |        |
| Ret    | 11 | Alessandro Zanardi   | Lotus-Ford              | 41     | Suspensão         | 14   |        |
| Ret    | 25 | Thierry Boutsen      | Jordan-Hart             | 41     | Rolamento de roda | 23   |        |
| Ret    | 22 | Luca Badoer          | Scuderia Italia-Ferrari | 32     | Pane elétrica     | 25   |        |
| Ret    | 24 | Pierluigi Martini    | Minardi-Ford            | 31     | Cansaço físico    | 20   |        |
| Ret    | 29 | Karl Wendlinger      | Sauber                  | 24     | Rodou             | 18   |        |
| Ret    | 28 | Gerhard Berger       | Ferrari                 | 10     | Suspensão         | 13   |        |
| Ret    | 10 | Aguri Suzuki         | Footwork-Mugen/Honda    | 8      | Rodou             | 10   |        |
| Ret    | 7  | Michael Andretti     | McLaren-Ford            | 0      | Rodou             | 11   |        |
| Ret    | 20 | Erik Comas           | Larrousse-Lamborghini   | 0      | Semieixo          | 17   |        |
| Fonte: |    |                      |                         |        |                   |      |        |

## Tabela do campeonato após a corrida
| Pos.   | Piloto             | Pontos |
| ------ | ------------------ | ------ |
| 1      | Alain Prost        | 67     |
| 2      | Ayrton Senna       | 47     |
| 3      | Michael Schumacher | 30     |
| 4      | Damon Hill         | 28     |
| 5      | Martin Brundle     | 9      |
| Fonte: |                    |        |

| Pos.   | Construtor       | Pontos |
| ------ | ---------------- | ------ |
| 1      | Williams-Renault | 95     |
| 2      | McLaren-Ford     | 50     |
| 3      | Benetton-Ford    | 39     |
| 4      | Ligier-Renault   | 15     |
| 5      | Lotus-Ford       | 10     |
| Fonte: |                  |        |

- Nota: Somente as primeiras cinco posições estão listadas.